# Musée d'Unterlinden
Il Musée d'Unterlinden sorge a Colmar, cittadina dell'Alsazia (Francia), ed è situato tra le mura di un ex monastero delle monache Domenicane, fondato nel XIII secolo. Famoso per la Pala d'Altare di Issenheim, il museo ospita una ricca collezione di opere d'arte locali e internazionali, e manufatti dall'età preistorica a quella contemporanea. Classificato come "Musée de France", attrae ogni anno circa 200.000 visitatori da tutto il mondo.

## Storia
Gli edifici del museo, di grande interesse artistico, sono disposti intorno all'antico chiostro gotico, che funge da elemento focale, e all'adiacente cappella dedicata a San Giovanni sotto il tiglio (dal tedesco St Johann unter der Linde), da cui il nome Unterlinden. La cappella, composta dalla navata centrale con volta a quattro campate e dal coro a sette campate, fu costruita tra il 1262 e il 1269. Successiva è la costruzione del chiostro in arenaria rosa dei Vosgi, composto da quattro gallerie con volta e un piano superiore per ospitare le celle. Il chiostro assolveva sia ad uno scopo funzionale, connettendo i vari edifici e la cappella, che ad uno scopo spirituale, in quanto usato come luogo di meditazione e preghiera.

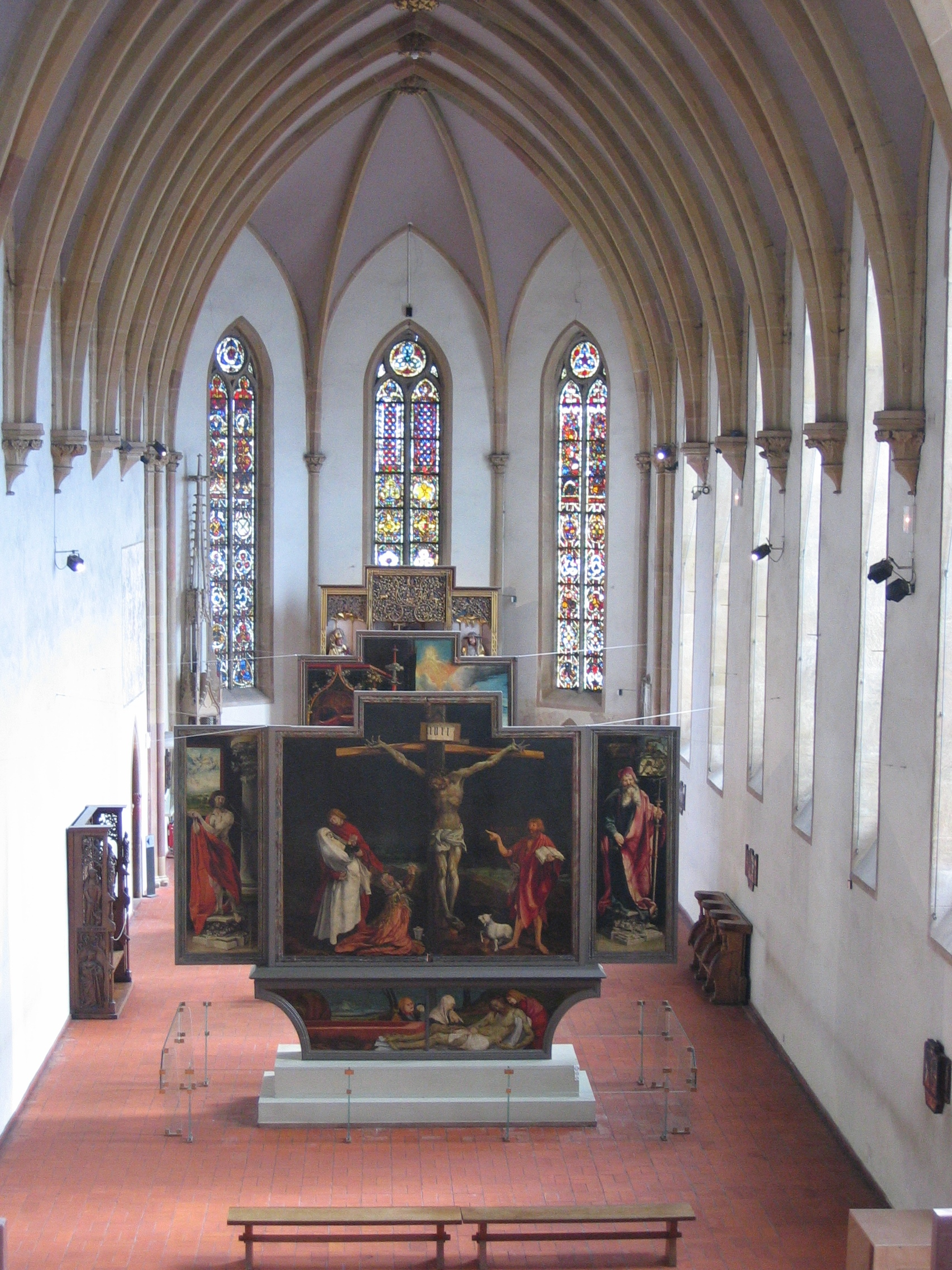
Interno della cappella.

Abbandonati dalle monache durante la Rivoluzione francese, i locali cadono gradualmente in rovina e vengono usati come baracche militari fino alla metà del XIX secolo. È grazie all'intervento della Societé Schongauer, fondata nel 1847 da Louis Hugot, che gli edifici vengono salvati dalla demolizione e, quindi, adibiti ad ospitare il museo. Istituito nel 1849 e aperto al pubblico nel 1853, il museo è tuttora gestito e amministrato dalla Société Schongauer.

Tra gli eventi che hanno contribuito alla nascita del museo, va certamente menzionata la scoperta nel 1848 di un mosaico Gallo-Romano a Bergheim, comune dell'Alto Reno, che, spostato nella cappella, rappresentò inizialmente l'elemento di punta dell'intera collezione. 

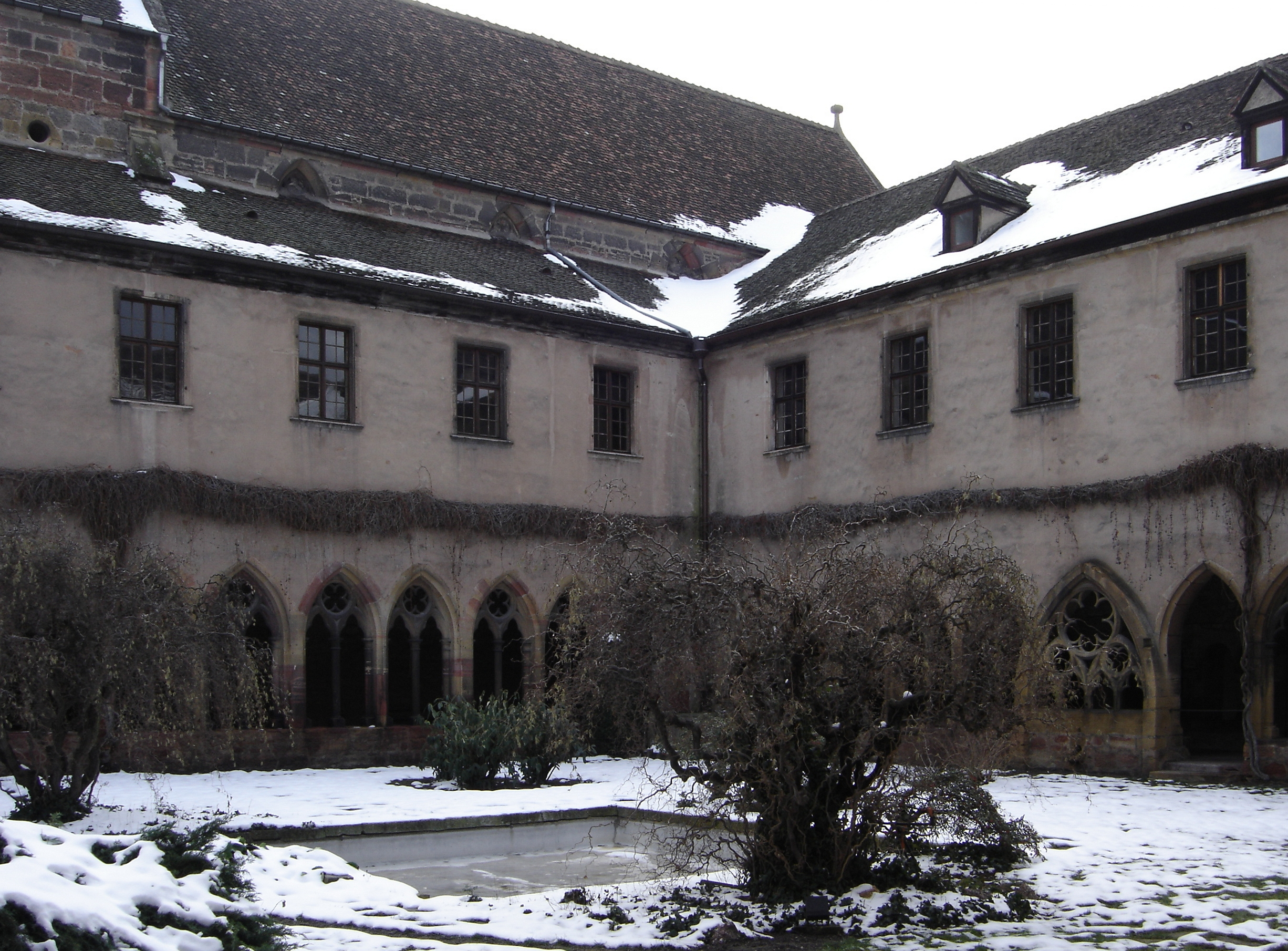
Il Musée d'Unterlinden

A partire dal 1852, importanti opere d'arte religiose di proprietà della Chiesa Cattolica, furono trasferite da antiche chiese, abbazie e monasteri renani e posizionate all'interno del museo, in particolare la Pala d'Altare di Issenheim, capolavoro dell'arte religiosa occidentale, che divenne l'opera di maggior pregio.
Oggi, il Musée d'Unterlinden copre una superficie di circa 5.620 m² (comprensiva sia dell'area per le esposizioni che delle varie aree di lavoro), disposta su tre livelli (piano terra, primo piano, piano interrato). È in corso un progetto d'espansione che porterà l'area aperta al pubblico da 4.000 m² a 6.300 m².
Nonostante le alterazioni subite nel corso del tempo, l'architettura del museo conserva ancora il suo carattere medievale e rappresenta un notevole esempio di architettura gotica.

## Le collezioni
All'interno del museo sono custodite ricche collezioni che, spaziando dall'arte antica a quella moderna, raccolgono opere di artisti locali e internazionali.

Al piano terra, nelle sale intorno al chiostro, sono disposte le opere d'arte dal XV al XVI secolo, una collezione unica di dipinti, sculture, incisioni e disegni eseguiti da artisti renani. Di particolare pregio la Crocifissione di Jost Haller (c.1445), il Polittico della Passione di Gaspard Isenmann (1465), La Melanconia di Lucas Cranach il Vecchio (1532), Ritratto di donna di Hans Holbein il Vecchio.

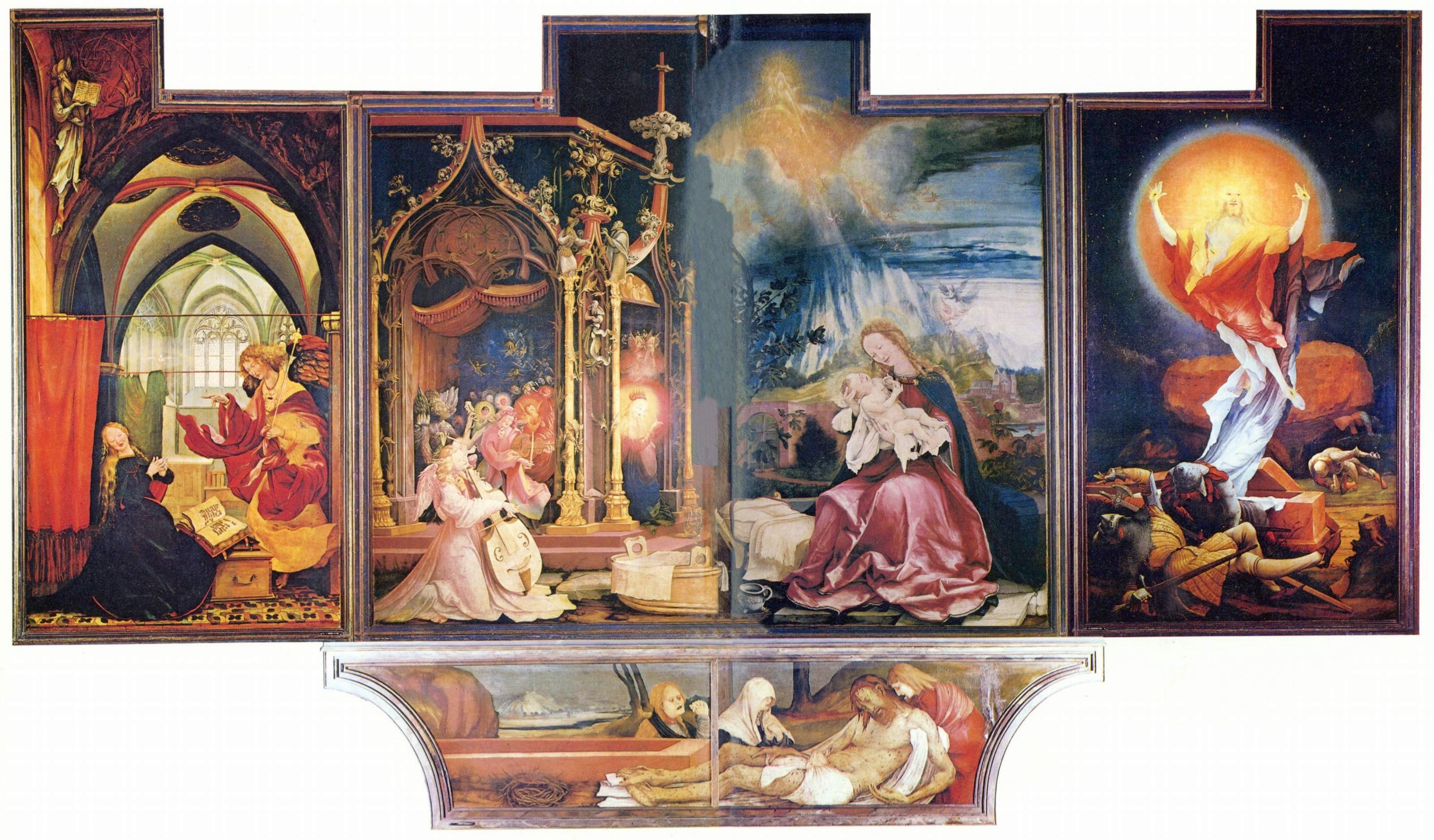
Pala d'Altare di Issenheim: Annunciazione, Allegoria della Natività, Resurrezione.

Nella cappella sono custoditi il Polittico d'Orlier di Martin Schöngauer (c.1470), l'Altare di Bergheim di Veit Wagner (1515-1517) e la celeberrima Pala d'Altare di Issenheim, intagliata intorno al 1515 da Nicolas de Haguenau e dipinta tra il 1512 e il 1516 da Matthias Grünewald, la cui particolarità è quella di offrire tre diverse combinazioni iconografiche secondo il calendario liturgico. Un'opera dai colori violenti, particolarmente suggestiva soprattutto nelle espressioni di dolore.
Il patrimonio artistico del museo comprende anche una varietà di oggetti di arte decorativa e popolare, retaggio della vita rurale e urbana alsaziana dal Medioevo al Rinascimento: porcellane, ceramiche, gioielli, costumi, mobili, tappeti, armi e armature, oggetti in ferro battuto, giocattoli, vetrate, miniature.
Il piano interrato ospita, invece, i reperti archeologici dal Neolitico all'epoca Merovingia, la sala gallo-romana con il mosaico di Bergheim, e la galleria d'arte moderna dove sono esposte opere del XIX e XX secolo di autori come Monet, Bonnard, Renoir, Rouault, Delaunay, Picasso.